# Bälmeten
Bälmeten är en bergstopp i Schweiz.   Den ligger i kantonen Uri, i den centrala delen av landet, 90 km öster om huvudstaden Bern. Toppen på Bälmeten är 2 416 meter över havet, eller 192 meter över den omgivande terrängen. Bredden vid basen är 1,1 km.
Terrängen runt Bälmeten är huvudsakligen mycket bergig. Närmaste större samhälle är Erstfeld, 2,6 km sydväst om Bälmeten. 
I omgivningarna runt Bälmeten växer i huvudsak blandskog. Runt Bälmeten är det glesbefolkat, med 14 invånare per kvadratkilometer.